# Иванов, Александр Владимирович (шахматист)
Александр Владимирович Иванов (род. 1 мая 1956, Омск) — американский шахматист, гроссмейстер (1991).
В составе сборной США участник 35-й Олимпиады (2002) в Бледе.
Эмигрировал в США в 1988 году. Женат на Эсфири Эпштейн.

## Изменения рейтинга
| Графики недоступны из-за технических проблем. См. информацию на Фабрикаторе и на mediawiki.org. |